# パルマ・デ・マヨルカ
パルマ・デ・マヨルカ（Palma de Mallorca）は、スペイン・バレアレス諸島州のムニシピオ（基礎自治体）。地中海西部のバレアレス諸島マヨルカ島南西部に位置する。バレアレス諸島州の州都である。日本語ではパルマ・デ・マリョルカ、パルマ・デ・マジョルカなどとも表記される。

## 概要
2018年の人口は409,661人であり、スペインで8番目に人口の多い自治体である。パルマ・デ・マヨルカ都市圏はパルマを中心とする9自治体で構成されており、マヨルカ島の人口の50%以上がパルマ・デ・マヨルカ都市圏に住んでいる。

## 地理

### 気候

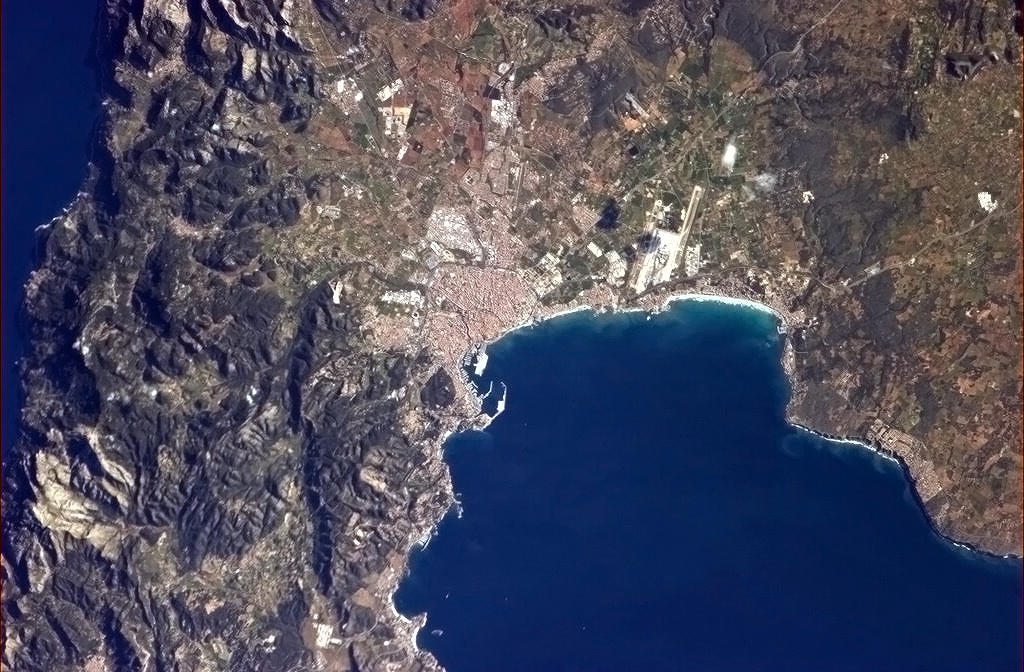
南側に開けたパルマ都市圏

温暖な地中海性気候であり、冬季の気温は摂氏4度から摂氏15度、夏季の気温は摂氏18度から摂氏31度となる。年間降水量は421mm
であり、年間の降水日（1mm以上）は51日である。6月から8月はもっとも乾燥する時期であり、9月から12月はもっとも降水量が多い。月別降水量がもっとも多い10月でも70mm以下である。
| パルマ・デ・マヨルカ(Satellite view)の気候 | パルマ・デ・マヨルカ(Satellite view)の気候 | パルマ・デ・マヨルカ(Satellite view)の気候 | パルマ・デ・マヨルカ(Satellite view)の気候 | パルマ・デ・マヨルカ(Satellite view)の気候 | パルマ・デ・マヨルカ(Satellite view)の気候 | パルマ・デ・マヨルカ(Satellite view)の気候 | パルマ・デ・マヨルカ(Satellite view)の気候 | パルマ・デ・マヨルカ(Satellite view)の気候 | パルマ・デ・マヨルカ(Satellite view)の気候 | パルマ・デ・マヨルカ(Satellite view)の気候 | パルマ・デ・マヨルカ(Satellite view)の気候 | パルマ・デ・マヨルカ(Satellite view)の気候 | パルマ・デ・マヨルカ(Satellite view)の気候 |
| 月                                         | 1月                                        | 2月                                        | 3月                                        | 4月                                        | 5月                                        | 6月                                        | 7月                                        | 8月                                        | 9月                                        | 10月                                       | 11月                                       | 12月                                       | 年                                         |
| ------------------------------------------ | ------------------------------------------ | ------------------------------------------ | ------------------------------------------ | ------------------------------------------ | ------------------------------------------ | ------------------------------------------ | ------------------------------------------ | ------------------------------------------ | ------------------------------------------ | ------------------------------------------ | ------------------------------------------ | ------------------------------------------ | ------------------------------------------ |
| 平均最高気温 °C （°F）                     | 15.2 (59.4)                                | 15.7 (60.3)                                | 17.1 (62.8)                                | 18.7 (65.7)                                | 22.1 (71.8)                                | 25.9 (78.6)                                | 29.9 (85.8)                                | 30.5 (86.9)                                | 28.1 (82.6)                                | 23.4 (74.1)                                | 19.2 (66.6)                                | 16.5 (61.7)                                | 21.6 (70.9)                                |
| 日平均気温 °C （°F）                       | 11.7 (53.1)                                | 12.1 (53.8)                                | 13.3 (55.9)                                | 15.0 (59)                                  | 18.4 (65.1)                                | 22.1 (71.8)                                | 25.1 (77.2)                                | 25.9 (78.6)                                | 23.4 (74.1)                                | 19.7 (67.5)                                | 15.7 (60.3)                                | 13.0 (55.4)                                | 17.9 (64.2)                                |
| 平均最低気温 °C （°F）                     | 8.3 (46.9)                                 | 8.5 (47.3)                                 | 9.5 (49.1)                                 | 11.3 (52.3)                                | 14.7 (58.5)                                | 18.4 (65.1)                                | 21.3 (70.3)                                | 22.2 (72)                                  | 19.8 (67.6)                                | 16.1 (61)                                  | 12.1 (53.8)                                | 9.7 (49.5)                                 | 14.3 (57.7)                                |
| 降水量 mm （inch）                         | 43 (1.69)                                  | 34 (1.34)                                  | 26 (1.02)                                  | 43 (1.69)                                  | 30 (1.18)                                  | 11 (0.43)                                  | 5 (0.2)                                    | 17 (0.67)                                  | 39 (1.54)                                  | 68 (2.68)                                  | 58 (2.28)                                  | 45 (1.77)                                  | 427 (16.81)                                |
| 平均降水日数 （≥1 mm）                     | 5                                          | 5                                          | 4                                          | 6                                          | 4                                          | 2                                          | 1                                          | 1                                          | 4                                          | 7                                          | 6                                          | 6                                          | 52                                         |
| 平均月間日照時間                           | 165                                        | 168                                        | 204                                        | 231                                        | 280                                        | 307                                        | 342                                        | 313                                        | 228                                        | 204                                        | 165                                        | 154                                        | 2,763                                      |
| 出典：スペイン国立気象庁                   |                                            |                                            |                                            |                                            |                                            |                                            |                                            |                                            |                                            |                                            |                                            |                                            |                                            |

### 地勢
地中海西部のバレアレス諸島のマヨルカ島の南西岸に位置する。イベリア半島の東岸から約250㎞東にあり、バレンシアから直線距離で約260km、バルセロナから約210kmの距離にある。マヨルカ島の沖合にあるすべての小島は行政的にパルマに属している。東南岸にある無人島のカブレラ島はカブレラ群島マリティメ＝テレストリアル国立公園に指定されており、西岸にある無人島のドラゴネーラ島も保護地域となっている。

### 人口
| パルマ・デ・マヨルカの人口推移 1900－2018               |
|                                                         |
| 出典:INE（スペイン国立統計局）1900年 - 1991年、1996年 - |

## 歴史

### 古代
マヨルカ島の主都であるパルマは、先史時代の集落の遺跡（タライオット）の上に、パルマリアと呼ばれるローマ人の野営地として建設された。西地中海における交易、軍事の要衝として重要な役割を果たし、いわゆる「ローマの平和」（パックス・ロマーナ）の時期に繁栄した。4世紀末にローマ帝国が分裂した後は、一時的に西地中海の覇権をおさえたヴァンダル王国によって支配されるが、6世紀になると東ローマ帝国のユスティニアヌス帝がこの地を征服した。その後、8世紀よりイスラーム勢力の支配下に入った。

### 中近世

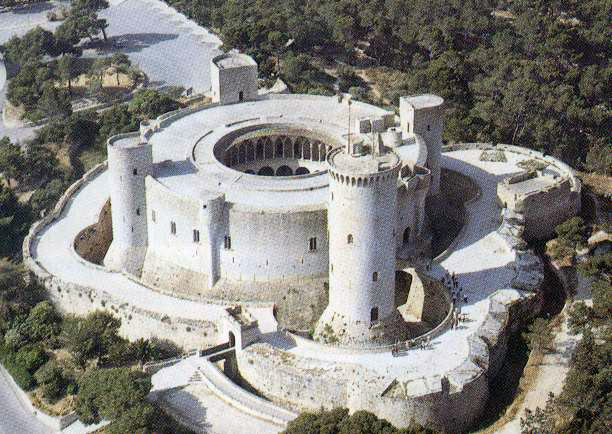
レコンキスタ後の14世紀に建設されたベルベル城

レコンキスタ（再征服運動）の機運が高まる中、イベリア半島南東部（カタルーニャ）でアラゴン連合王国が台頭すると、アラゴン連合王国は地中海進出の第一歩としてバレアレス諸島の制圧を図った。1229年、アラゴン王ハイメ1世は、パルマ・デ・マヨルカを征服してマヨルカ王国を建てた。このことによって、マヨルカ島は再びキリスト教勢力の支配下に戻った。13世紀末にシチリア島で暴動（シチリアの晩鐘事件）が起こった際、アラゴン王国がシチリア島を獲得できたのは、シチリア島への中継地点であるこの島を支配していたことが前提にあった。バルセロナやバレンシア、マグリブ地方、イタリアなどの各地に近いパルマ・デ・マヨルカは交易の拠点として繁栄し、様々な航海・造船技術が開発された。
15世紀後半、アラゴン連合王国とカスティーリャ王国の合同によりスペイン王国が成立し、パルマ・デ・マヨルカはスペイン統治下でも重要な役割を担った。しかし、16世紀より地中海でオスマン帝国が台頭し、北アフリカにおけるベルベル人の圧力も強まった。また、大航海時代にともなって貿易の中心が地中海から大西洋に移行したこともあり、徐々にパルマはかつての活力を失っていった。19世紀初頭のナポレオン戦争に際しては、ナポレオンのイベリア半島征服に抵抗する人々が、多くパルマに逃れることになった。

### 近現代
第二次世界大戦後には、フランコ政権のもとで観光産業の振興が図られ、観光都市化が進んだ。これにともない、街の人口も急激に増加しており、1900年には約64,000人であった人口が、1960年には16万人、1971年に30万人、そして2011年の40万人と増加した。これらの内約2割は外国人であり、ドイツ、ブルガリア、イタリア、モロッコ、アルゼンチン、ボリビア、コロンビアなどから移り住む人々がいる。1983年にスペインの自治州としてバレアレス諸島州が成立すると、パルマが州都となった。パルマではカタルーニャ語のバレアレス諸島方言（マヨルカ方言）が話される。

## 政治
パルマはバレアレス諸島州の州都であり、バレアレス諸島州議会やマヨルカ島評議会が設置されている。パルマ市議会の任期は4年であり、18歳以上の住民の普通選挙によって市議会議員が選出される。

### 首長
| 任期      | 首長名                                 | 政党                                          |
| --------- | -------------------------------------- | --------------------------------------------- |
| 1979–1983 | Ramón Aguiló Munar                     | スペイン社会労働党(PSOE)                      |
| 1983–1987 | Ramón Aguiló Munar                     | スペイン社会労働党(PSOE)                      |
| 1987–1991 | Ramón Aguiló Munar                     | スペイン社会労働党(PSOE)                      |
| 1991–1995 | Joan Fageda Aubert                     | 国民党(PP)                                    |
| 1995–1999 | Joan Fageda Aubert                     | 国民党(PP)                                    |
| 1999–2003 | Joan Fageda Aubert                     | 国民党(PP)                                    |
| 2003–2007 | Catalina Cirer Adrover                 | 国民党(PP)                                    |
| 2007–2011 | Aina Calvo Sastre                      | スペイン社会労働党(PSOE)                      |
| 2011–2015 | Mateu Isern Estela                     | 国民党(PP)                                    |
| 2015–2019 | José Hila(15-17) Antoni Noguera(17-19) | スペイン社会労働党(PSOE) メス・ペル・マヨルカ |
| 2019–2023 | José Hila                              | スペイン社会労働党(PSOE)                      |
| 2023–     | n/d                                    | n/d                                           |

## 対外関係

### 姉妹都市・提携都市
- サンタバーバラ（アメリカ合衆国 カリフォルニア州 サンタバーバラ郡）
- アルゲーロ（イタリア共和国 サルデーニャ州 サッサリ県）
- デュッセルドルフ（ドイツ連邦共和国 ノルトライン･ヴェストファーレン州）
- マル・デル・プラタ（アルゼンチン共和国 ブエノスアイレス州）
- アジャクシオ（フランス共和国 コルス地方 コルス･デュ･シュド県）

## 経済
古代より交易や軍事の拠点として重要な位置を占めていた。第二次世界大戦後より、フランコ政権のもとで観光産業の振興が図られた。年間で300日程度が晴天日という気候にも助けられ、多くの観光客も集める観光都市として成長し、マヨルカ島観光の拠点となっている。
現在では基幹産業である観光とそれに伴った建設業が経済の2本柱となっている。航空便によるパルマへの訪問者数は年間約2,200万人である。
しかし観光産業への特化が進みすぎたため、市財政が第三次産業に依存しており、第一次産業・第二次産業の衰退が深刻化している。

## 教育

バレアレス諸島大学

1483年にはアラゴン王フェルナンド2世によってリュリア総合学院が設立され、1835年までこの地域唯一の高等教育機関の地位にあった。それ以後のバレアレス諸島に高等教育機関はなく、高等教育を志す学生はスペイン本土のサルベラにあるサルベラ大学に通い、サルベラ大学が閉鎖されるとバルセロナにあるバルセロナ大学に通った。
民主化後の1978年には公立大学（州立大学）としてパルマ大学が設立され、1985年にバレアレス諸島大学に改称した。2007年にはパルマの中心市街地とバレアレス諸島大学を結ぶパルマ・メトロの1号線が開業した。バレアレス諸島大学はバレアレス諸島州にある唯一の大学である。

## 交通

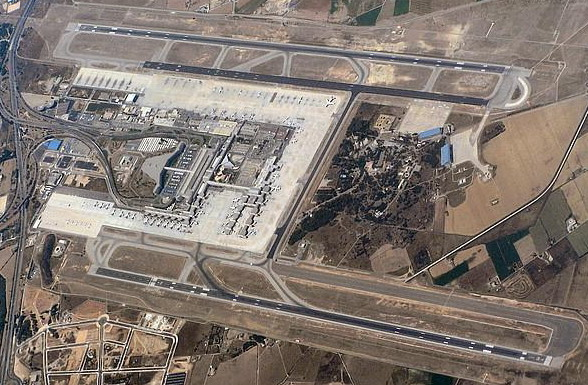
パルマ・デ・マヨルカ空港

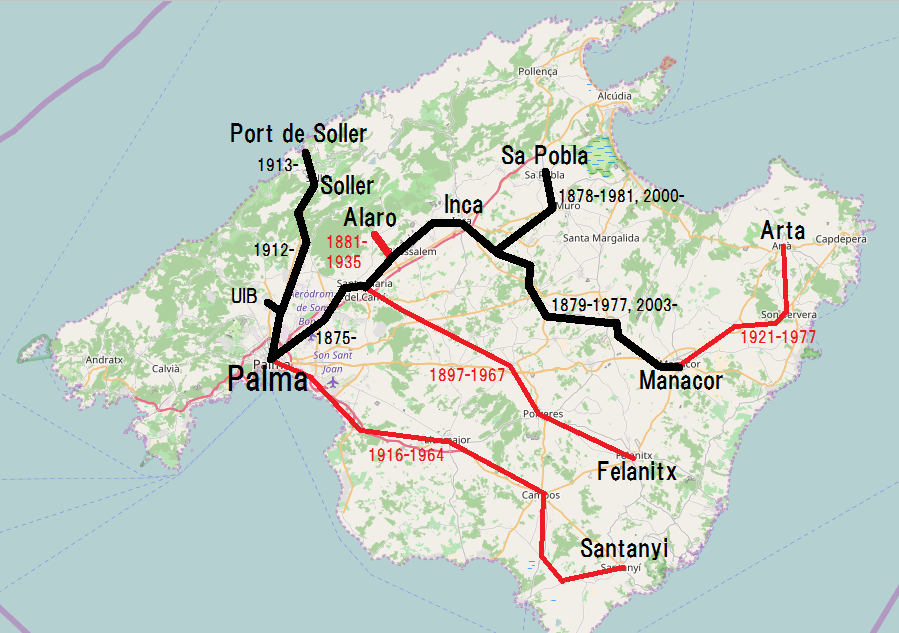
マヨルカ島の鉄道網（黒:運行中、赤:廃止）

パルマ市街地中心部から東5kmに、軍民共用のパルマ・デ・マヨルカ空港がある。マドリード＝バラハス空港、バルセロナ＝エル・プラット空港に次いで、旅客数ではスペイン第3位の空港である。マドリードやバルセロナなどスペイン本土の都市、イビサ島やメノルカ島などバレアレス諸島の他島、イギリスやドイツなどヨーロッパ各地に対して旅客機の定期便が運航されている。
地中海に面したパルマ湾にはパルマ港がある。スペイン本土のバルセロナやバレンシアからは、飛行機以外に船舶でパルマを訪れることも可能であり、バルセロナからは高速船で4時間弱である。また、イビサ島のエイビッサ、メノルカ島のマオー＝マオンに対しても船舶の定期便が運航されている。パルマは多くのクルーズ船の寄港地となっている。
マヨルカ島は島嶼としては鉄道網が発達しており（マヨルカ島の鉄道網）、都市間鉄道のマヨルカ鉄道がマヨルカ島中央部のインカやマヨルカ島東部のマナコールとパルマを結んでいる。パルマ地下鉄は2路線があり、郊外のバレアレス諸島大学やマラチとパルマを結んでいる。パルマ地下鉄はスペインの島嶼部唯一の地下鉄である。観光鉄道のソーリェル鉄道は、トラムンターナ山脈を越えてソーリェルとパルマを結んでいる。

### 観光

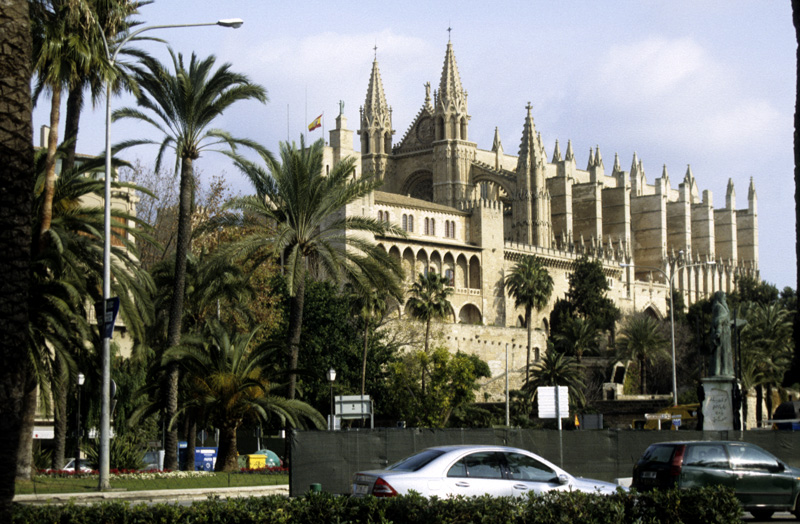
パルマ大聖堂

- パルマ大聖堂

1587年に完成した。その後、20世紀初めにアントニ・ガウディの設計によって王室礼拝堂が改修された。
- ラ・アルムダイナ宮

かつてのイスラームの城塞を改修したもの。
- サン・フランシスコ教会

中世の学者ラモン・リュイの墓がある。
- ベルベル城

レコンキスタ後の14世紀に建設され、近代においては牢獄として用いられた。19世紀初頭にホベジャーノスが投獄された。
- 商品取引所
- 海事裁判所

## 言語
バレアレス諸島州は州独自の公用語としてカタルーニャ語を定めているため、公用語はスペイン語とカタルーニャ語の二言語である。パルマでは観光業が盛んであるため、英語やドイツ語を話せる住民も多い。

## スポーツ

### サッカー

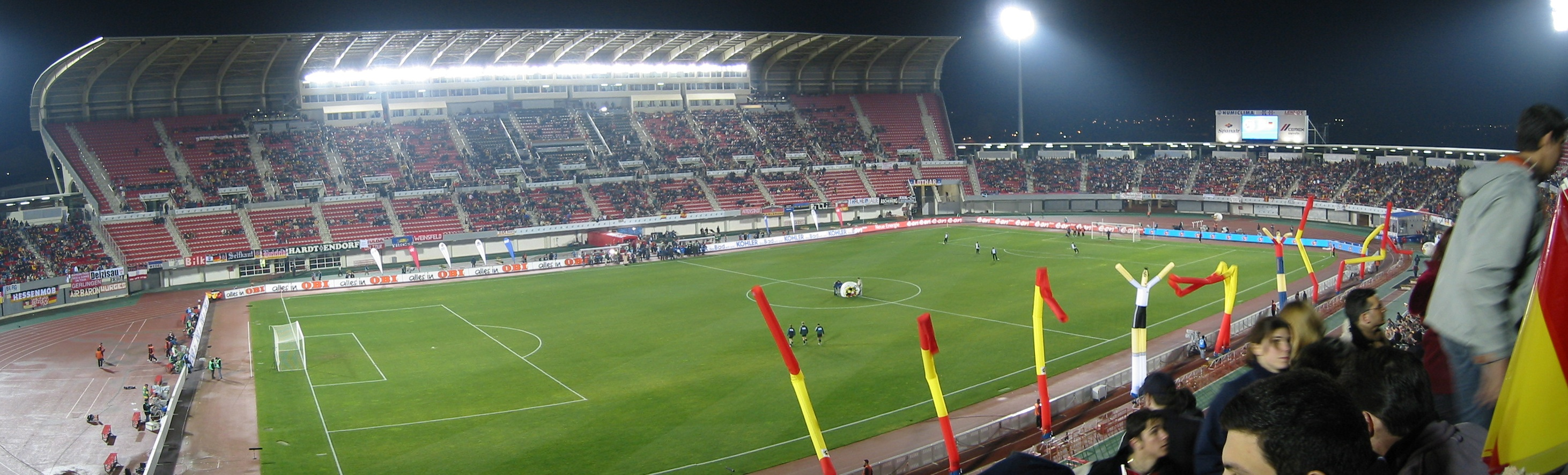
エスタディ・デ・ソン・モイシュ

パルマ・デ・マヨルカで最も人気のスポーツはサッカーであり、プロサッカークラブとしてはRCDマジョルカと、CDアトレティコ・バレアレスが本拠地を置いている。
RCDマジョルカは、23,142人を収容するエスタディ・デ・ソン・モイシュをホームスタジアムとしている。2002-03シーズンにコパ・デル・レイで優勝を果たし、1998年にはスーペルコパ・デ・エスパーニャで優勝を飾っている。また、過去にはサミュエル・エトーや大久保嘉人、家長昭博や久保建英などが在籍していた。近年は昇降格を繰り返してるものの、2022-23シーズンはラ・リーガに所属している。

### その他の競技
サッカーの他にも、フットサルクラブとしてはAEパルマ・フットサルがパルマに本拠地を置いており、5,076人収容の「パラウ・ムニシパル・ダスポルツ・ソン・モイシュ」をホームアリーナとしている。2022-23シーズンはプリメーラ・ディビシオン（1部）に所属している。
バスケットボールも人気があり、バスケットボールクラブとしてはCBバイーア・サン・アグスティンがパルマに本拠地を置いている。「パラウ・ムニシパル・ダスポルツ・ソン・モイシュ」をホームアリーナとしている。2019-20シーズンはLEBオロ（2部）に所属している。
パルマでは自転車競技も盛んであり、毎年2月には国際大会のチャレンジ・シクリスタ・マヨルカが開催されている。多目的アリーナとしてはパルマ・アレナがあり、2007年には世界選手権自転車競技大会トラックレースの会場となった。さらにパルマは地中海に面しているため、マリンスポーツも盛んである。

## 出身者
- ラモン・リュイ(1232-1315) : 哲学者・神学者・神秘家。
- アグスティ・ビジャロンガ（英語版）(1953-) : 映画監督。
- コンチャ・ブイカ（英語版）(1972-) : フラメンコダンサー。
- カルロス・モヤ(1976-) : テニス選手。
- マルタ・フェルナンデス（英語版）(1981-) : 女子バスケットボール選手。
- ルディ・フェルナンデス(1985-) : 男子バスケットボール選手。
- ホルヘ・ロレンソ(1987-) : オートバイレーサー。2010年MotoGPクラスチャンピオン。
- メラニー・コスタ（英語版）(1989-) : 競泳選手。2013年世界水泳選手権400m自由形銀メダル。
- ルイス・サロム(1991-2016) : オートバイレーサー。
- アレックス・アブリネス(1993-) : バスケットボール選手。
- ジョアン・ミル(1997-) : オートバイレーサー。2020年MotoGPクラスチャンピオン。